# Districte de Děčín
El districte de Děčín (en txec Okres Děčín) és un districte de la regió d'Ústí nad Labem, a la República Txeca. La capital és Děčín.

## Llista de municipis
Arnoltice -
Benešov nad Ploučnicí -
Bynovec -
Česká Kamenice -
Chřibská -
Děčín -
Dobkovice -
Dobrná -
Dolní Habartice -
Dolní Podluží -
Dolní Poustevna -
Doubice -
Františkov nad Ploučnicí -
Heřmanov -
Horní Habartice -
Horní Podluží -
Hřensko -
Huntířov -
Janov -
Janská -
Jetřichovice -
Jílové -
Jiřetín pod Jedlovou -
Jiříkov -
Kámen -
Krásná Lípa -
Kunratice -
Kytlice -
Labská Stráň -
Lipová -
Lobendava -
Ludvíkovice -
Malá Veleň -
Malšovice -
Markvartice -
Merboltice -
Mikulášovice -
Rumburk -
Růžová -
Rybniště -
Srbská Kamenice -
Staré Křečany -
Starý Šachov -
Šluknov -
Těchlovice -
Valkeřice -
Varnsdorf -
Velká Bukovina -
Velký Šenov -
Verneřice -
Veselé -
Vilémov